# Quelli che urlano ancora
Quelli che urlano ancora è una compilation prodotta nel 1985 dalla C.A.S. Records, contenente tracce dei gruppi Basta, Dioxina, Rough, Klaxon, Hydra, Cani, Nabat, Hope and Glory, Fun, Youth e SS20.

## Il disco
Quelli che urlano ancora, assieme ad altre compilazioni come Raptus (Meccano Records, 1983), Raptus Negazione e Superamento (Meccano Records, 1984) e Goot from the Boot (Spittle, 1984), è stata considerata una delle "pietre miliari" dell'hardcore punk originario.

## Tracce
1. Nessun pudore - Basta
2. Contropotere - Dioxina
3. No politica - Rough
4. Diserzione - Klaxon
5. Ombre - Hydra
6. Vivi la tua vita - Cani
7. Zombi Rock - Nabat
8. Working Class - Hope and Glory
9. Come voi - Fun
10. Ghetto - Youth
11. Non staremo più a sentire - SS20